# خط هاچیکو
خط هاچیکو (به ژاپنی:八高線, Hachikō-sen) یکی از خطوط شرکت راه‌آهن شرق ژاپن است. این خط ۲۳ ایستگاه دارد. رنگ قطار مسافری به رنگ خاکستری （■） است اما قطار برقی نوار دورنگ نارنجی و سبز کم‌رنگ （■■） دارد.